# تابال تي
تابال تي Tapal Tea شركة شاي باكستانية، مقرها في كراتشي في  باكستان.
أسسها آدم على تابال في عام 1947.
وهي أكبر علامة تجارية للشاي في باكستان، وينافسها بشكل رئيسي شركة ليبتون.
وسعت نشاطها التجاري في المملكة العربية السعودية في عام 2004.